# Villy-sur-Yères
Villy-sur-Yères es una comuna francesa situada en el departamento de Sena Marítimo, en la región de Normandía.

## Demografía
| 209 | 200 | 184 | 180 | 174 | 138 | 217 |
| Para los censos de 1962 a 1999 la población legal corresponde a la población sin duplicidades (Fuente: INSEE [Consultar]) |     |     |     |     |     |     |